# MOL Fehérvár FC
MOL Vidi FC (în trecut, FC Videoton) este un club de fotbal din Székesfehérvár, Ungaria, care evoluează în Nemzeti Bajnokság I. Echipa susține meciurile de acasă pe Stadionul Sóstói cu o capacitate de 14.500 de locuri. Din motive de sponsorizare, clubul și-a schimbat numele din Videoton FC în MOL Vidi FC în 2018. Sponsorul principal al clubului este compania multinațională maghiară de petrol și gaze MOL. Echipa a câștigat campionatul de trei ori 2011, 2015 și în 2018.

## Palmares

### Național
- Nemzeti Bajnokság I
  - Câștigătoare (3) : 2010-11, 2014-15, 2017-18
  - Vicecampioană (7) : 1975-76, 2009-10, 2011-12, 2012-13, 2015-16, 2016-17, 2018-19
- Cupa Ungariei
  - Câștigătoare (2) : 2006, 2019
  - Finalistă (4) : 1982, 2001, 2011, 2015
- Cupa Ligii Ungariei
  - Câștigătoare(3) : 2008, 2009, 2012
  - Finalistă (2) : 2013, 2014
- Supercupa Ungariei
  - Câștigătoare (2) : 2011, 2012
  - Finalistă (3) : 2006, 2010, 2015

### Europa
- Cupa UEFA
  - Finalistă: 1984-85

- UEFA Europa League
  -  Faza Grupelor (2) : 2013, 2019

## Jucători importanți
- Ferenc Horváth
- Attila Kuttor
- Péter Disztl
- Daniel Tudor
- László Disztl
- Zoltán Végh
- Vasile Miriuță
- Attila Korsós
- Marco Caneira
- Renato Neto
- Paulo Vinícius
- Filipe Oliveira
- Nemanja Nikolic

## Istoric antrenori
| - Béla Kárpáti (1967–68) - Lajos Németh (1968) - András Turay (1969) - Imre Kovács (1970–71) - Géza Kalocsay (01/01/1971–30/06/1972) - Ferenc Kovács (01/07/1972–30/06/1977) - Mihály Lantos (1977–80) - József Verebes (1980–81) - Antal Szentmihályi (1981–82) - Ferenc Molnár (1982–83) - Ferenc Kovács (01/07/1983–30/06/1986) - József Tajti (1986–87) - Ferenc Kovács (01/07/1987–30/06/1988) - Gábor Kaszás (1988–89) - György Mezey (25/02/1990– 30/06/1990) | - Győző Burcsa (1990–92) - Gábor Hartyáni (15/07/1992–18/04/1994) - Emerich Jenei (1993) - László Kiss (1994) - Károly Szabó (1994–95) - Ferenc Csongrádi (1995–96) - Slobodan Kustudić (1996–97) - László Disztl (1997) - József Szabó (1997) - Attila Vágó (1998) - Ferenc Csongrádi (1998) - József Verebes (01/07/1998–30/06/1999) - János Csank (1999–00) - Ferenc Csongrádi (2000–01) - Péter Várhidi (01/07/2001–28/12/2002) | - Bertalan Bicskei (2003) - János Csank (01/07/2003–30/06/2004) - Aurél Csertői (23/07/2004–20/10/2006) - Zoltán Németh (2006) - Marijan Vlak (22/12/2006–31/12/2007) - László Disztl (01/07/2008–16/08/2008) - István Varga (20/08/2008–29/05/2009) - László Disztl (2009) - György Mezey (01/07/2009–01/06/2011) - Paulo Sousa (01/06/2011–07/01/2013) - José Gomes (20/01/2013–02/06/2014) - Joan Carrillo Milan (06/06/2014–03/06/2015) - Bernard Casoni (11/06/2015–19/08/2015) - Tamás Pető (19/08/2015–06/10/2015) interimar - Ferenc Horváth (06/10/2015–01/05/2016) - Henning Berg (05/05/2016–prezent) |